# Ana Belén
Ana Belén, pseudonimo di María del Pilar Cuesta Acosta (Madrid, 27 maggio 1951), è una cantante e attrice spagnola.

## Discografia
- 1973 - Tierra
- 1975 - Calle del Oso
- 1976 - La paloma del vuelo popular
- 1977 - De paso
- 1979 - Ana
- 1980 - Con las manos llenas
- 1982 - Ana en Río
- 1984 - Géminis
- 1988 - A la sombra de un león
- 1989 - Rosa de amor y fuego
- 1991 - Como una novia
- 1993 - Veneno para el corazón
- 1997 - Mírame
- 2001 - Peces de ciudad
- 2003 - Viva l'Italia
- 2007 - Anatomía
- 2011 - A los hombres que amé
- 2015 - Canciones regaladas (con Víctor Manuel)

## Filmografia

### Cinema
- Zampo y yo, regia di Luis Lucia (1966)
- Morbo, regia di Gonzalo Suárez (1972)
- Separación matrimonial, regia di Angelino Fons (1973)
- Vida conyugal sana, regia di Roberto Bodegas (1974)
- El amor del capitán Brando, regia di Jaime de Armiñán (1974)
- Tormento, regia di Pedro Olea (1974)
- ¡Jo, papá!, regia di Jaime de Armiñán (1975)
- Perversità (La petición), regia di Pilar Miró (1976)
- La criatura, regia di Eloy de la Iglesia (1977)
- Sonámbulos, regia di Manuel Gutiérrez Aragón (1978)
- La chiave dell'amore (Cuentos eróticos), registi vari (1980)
- L'alveare (La colmena), regia di Mario Camus (1982)
- I diavoli in giardino (Demonios en el jardín), regia di Manuel Gutiérrez Aragón (1982)
- La corte de Faraón, regia di José Luis García Sánchez (1985)
- Sii infedele e non guardare con chi (Sé infiel y no mires con quién), regia di Fernando Trueba (1985)
- Adiós pequeña, regia di Imanol Uribe (1986)
- La casa di Bernarda Alba (La casa de Bernarda Alba), regia di Mario Camus (1987)
- Divine parole (Divinas palabras), regia di José Luis García Sánchez (1987)
- El marido perfecto, regia di Beda Docampo Feijóo (1993)
- Il tiranno Banderas (Tirano Banderas), regia di José Luis García Sánchez (1993)
- La passione turca (La pasión turca), regia di Vicente Aranda (1994)
- Libertarias, regia di Vicente Aranda (1996)
- L'amore nuoce gravemente alla salute (El amor perjudica seriamente la salud), regia di Manuel Gómez Pereira (1996)
- Antigua vida mía, regia di Héctor Olivera (2001)
- Cosas que hacen que la vida valga la pena, regia di Manuel Gómez Pereira (2004)
- The Queen of Spain (La reina de España), regia di Fernando Trueba (2016)

### Televisione
- Novela (1969-1971)
- Fortunata y Jacinta (1980)
- Made in Italy, Canale 5 (1982)
- Petra Delicado (1999)
- Traición (2017-in corso)